# Game Over (singel)
Game Over – singel polskiej piosenkarki Sashy Strunin wydany 7 września 2011. Swoją radiową premierę miał 11 września 2011 na antenie Radia Merkury. Jego telewizyjna premiera odbyła się zaś 18 lutego 2012 w programie TVP Polonia Kulturalni.pl. Z utworem Strunin zgłosiła się do organizowanego przez czasopismo „Machina” konkursu Scena Machiny.
Autorami słów utworu są Strunin i Michael „!Bazz” Jackson, który wraz z Melbeatz skomponował również muzykę oraz zajął się produkcją.
Utwór grało m.in. radio RMF Maxxx.

## Geneza
Na swoim facebookowym profilu Strunin napisała: „Wyjaśnienie – Game Over – utwór który miał za zadanie rozliczyć się z moim poprzednim wizerunkiem i ludźmi którzy prowadzili mnie przez 5 lat kariery muzycznej. W tekście bardzo dosadnie rozliczam się z poprzedniej „Sashy”. Game Over nie jest zapowiedzią mojej nowej działalności muzycznej. Nie znajdzie się on nawet na mojej nowej płycie, ponieważ nie jest to w ogóle kierunek muzyczny nad którym teraz pracuje. A więc Game Over to projekt jednorazowy, który był mi bardzo potrzebny aby zakończyć pewien etap w mojej karierze”.

## Teledysk
Teledysk do utworu został nakręcony w dwóch wersjach. Pierwsza z nich zrealizowana została pod koniec listopada 2011 w Szamotułach pod Poznaniem, a za jej reżyserię odpowiedzialny był Łukasz Bieniecki. Jej premiera odbyła się 16 stycznia 2012 na portalu Plejada.pl oraz na oficjalnym kanale Strunin w serwisie YouTube, zaś w telewizji 22 stycznia w programie TVP1 Teleexpress, a 23 kwietnia na 4fun.tv w wersji HD.
Druga wersja klipu, której nigdy nie opublikowano, powstała pod koniec października 2011 w Paryżu i ilustruje akustyczną wersję utworu. Została zrealizowana przez Sleepless Production.

## Recenzje
Redaktor muzycznego serwisu internetowego Porcys, Kacper Bartosiak napisał o „Game Over”: „Nie jest to już charakterystyczny dla singli z Sashy teen pop. Piosenka wyraźnie stara się nadążać za tym, co obecnie modne w electropopie i koniec końców wychodzi to nieźle, chociaż nie sposób nie odnotować pewnego deficytu przebojowości. Hitem na listach przebojów to u nas prędko nie będzie, ale kierunek obrany przez Strunin pozwala mieć nadzieję na coś ciekawego w najbliższej przyszłości”.

## Notowania
| Kraj   | Lista (2011)                            | Najwyższa pozycja na liście |
| ------ | --------------------------------------- | --------------------------- |
| Polska | Polskie Radio Białystok (Szczęśliwa 13) | 5                           |
| Polska | Polskie Radio Rzeszów (Hit Lista)       | 4                           |